# Astragalus gemellus
Astragalus gemellus es una especie de planta del género Astragalus, de la familia de las leguminosas, orden Fabales.

## Distribución
Astragalus gemellus se distribuye por Afganistán.

## Taxonomía
Fue descrita científicamente por D. Podl. Fue publicada en Bot. Jahrb. Syst. 107: 71 (1985).